# Disko Line
Disko Line A/S est une compagnie maritime fondée en 2004 qui exploite plusieurs lignes de transport de passagers et de fret dans l'ouest et le sud du Groenland. Elle propose également des excursions touristiques à la découverte des fjords ou des baleines.
Disko Line fournit des services de transport maritime sous contrat avec le gouvernement du Groenland, desservant de nombreux villes et villages du sud et de l'ouest du Groenland. Basée à Ilulissat dans la baie de Disko, elle dessert principalement cette région de l'ouest du Groenland de Saqqaq à Attu en passant par l'île de Disko. 
Mais elle dessert aussi des localités plus au sud sur la côte ouest, de Sisimiut à Qeqertarsuatsiaat en passant par Nuuk, la capitale.
Enfin, le sud est également desservi, de Narsarmijit à Qassimiut
Les liaisons les plus au nord sont exploitées au printemps, en été et en automne, lorsque la baie est navigable, en complément des liaisons aériennes exploitées par Air Greenland en hiver, également sous contrat gouvernemental.

## Flotte
En 2022, Disko Line exploite 16 bateaux. 
| Bateau         | Capacité     | Vitesse | Année de construction | Image |
| -------------- | ------------ | ------- | --------------------- | ----- |
| Aleqa Ittuk    | 36 passagers | 9,5 kn  | 1983                  |       |
| Amaroq         | 12 passagers | 28 kn   | 2011                  |       |
| Sulisoq        | 12 passagers | 28 kn   | 2012                  |       |
| Najaaraq Ittuk | 60 passagers | 15 kn   | 1999                  |       |
| Sapangaq       | 36 passagers | 9 kn    | 1987                  |       |
| Nanoq          | 12 passagers | 28 kn   | 2008                  |       |
| Arfivik        | 12 passagers | 28 kn   | 2014                  |       |
| Aarluk         | 12 passagers | 28 kn   | 2012                  |       |
| Aviaq Ittuk    | 36 passagers | 15 kn   | 1983                  |       |
| Niisa          | 12 passagers | 28 kn   | 2019                  |       |
| Mikisoq        | 6 passagers  | 28 kn   | 2021                  |       |
| Ukaleq         | 12 passagers | 28 kn   | 1997                  |       |
| Ice Force V    | 12 passagers | 28 kn   | 2009                  |       |
| Nilaq          | 12 passagers | 28 kn   | 2008                  |       |
| Iluliaq        | 12 passagers | 28 kn   | 2008                  |       |
| Najaaraq Ittuk | 60 passagers | 15 kn   | 1999                  |       |